# Marcelina
Marcelina là một chi bướm đêm thuộc phân họ Tortricinae của họ Tortricidae.

## Các loài
- Marcelina mera Razowski & Becker, 2000